# Korytne
Korytne  (ucraniano: Коритне) es una localidad del Raión de Podilsk en el Óblast de Odesa de Ucrania. Según el censo de 2001, tiene una población de 760 habitantes.